# Parijs-Nice 2025
Parijs-Nice 2025 was de 83e editie van Parijs-Nice. De etappekoers werd verreden van 9 tot en met 16 maart. De wedstrijd was onderdeel van de UCI World Tour. De grote favoriet voor de eindwinst was vooraf Jonas Vingegaard, andere kanshebbers waren onder andere zijn teamgenoot Matteo Jorgenson (de winnaar van vorige editie), João Almeida, Mattias Skjelmose, Aleksandr Vlasov en Ben O'Connor. De Amerikaan Jorgenson wist zonder individuele etappezeges ook deze editie op zijn naam te schrijven.

## Deelnemende ploegen
Tweeëntwintig ploegen namen deel aan Parijs-Nice. Naast de achttien UCI Worldteams gingen vier UCI Proteams van start.

## Etappe-overzicht
| Etappe | Datum       | Start - Finish                                | Afstand           | Type           | Winnaar                   | Leider           |
| ------ | ----------- | --------------------------------------------- | ----------------- | -------------- | ------------------------- | ---------------- |
| 1      | zo 9 maart  | Le Perray-en-Yvelines - Le Perray-en-Yvelines | 156,5 km          | Vlakke rit     | Tim Merlier               | Tim Merlier      |
| 2      | ma 10 maart | Montesson - Bellegarde                        | 183,9 km          | Vlakke rit     | Tim Merlier               | Tim Merlier      |
| 3      | di 11 maart | Circuit de Nevers Magny-Cours - Nevers        | 28,4 km           | Ploegentijdrit | Team Visma I Lease a Bike | Matteo Jorgenson |
| 4      | wo 12 maart | Vichy - La Loge des Gardes                    | 163,4 km          | Bergrit        | João Almeida              | Jonas Vingegaard |
| 5      | do 13 maart | Saint-Just-en-Chevalet - La Côte-Saint-André  | 203,3 km          | Heuvelrit      | Lenny Martinez            | Matteo Jorgenson |
| 6      | vr 14 maart | Saint-Julien-en-Saint-Alban - Berre-l'Étang   | 209,8 km          | Vlakke rit     | Mads Pedersen             | Matteo Jorgenson |
| 7      | za 15 maart | Nice - Auron                                  | 147,8 km 109,3 km | Bergrit        | Michael Storer            | Matteo Jorgenson |
| 8      | zo 16 maart | Nice - Nice                                   | 119,9 km          | Bergrit        | Magnus Sheffield          | Matteo Jorgenson |

## Klassementsleiders na elke etappe
| Rit         | Winnaar                   | Algemeen klassement | Puntenklassement | Bergklassement     | Jongerenklassement | Ploegenklassement         | Strijdlust       |
| ----------- | ------------------------- | ------------------- | ---------------- | ------------------ | ------------------ | ------------------------- | ---------------- |
| 1           | Tim Merlier               | Tim Merlier         | Tim Merlier      | Alexandre Delettre | Magnus Sheffield   | XDS Astana Team           | Samuel Fernández |
| 2           | Tim Merlier               | Tim Merlier         | Tim Merlier      | Alexandre Delettre | Mick van Dijke     | XDS Astana Team           | Jonas Abrahamsen |
| 3           | Team Visma I Lease a Bike | Matteo Jorgenson    | Tim Merlier      | Alexandre Delettre | Florian Lipowitz   | Team Visma I Lease a Bike | niet uitgereikt  |
| 4           | João Almeida              | Jonas Vingegaard    | Tim Merlier      | João Almeida       | Mattias Skjelmose  | INEOS Grenadiers          | Tobias Foss      |
| 5           | Lenny Martinez            | Matteo Jorgenson    | Tim Merlier      | João Almeida       | Florian Lipowitz   | INEOS Grenadiers          | Ben Swift        |
| 6           | Mads Pedersen             | Matteo Jorgenson    | Mads Pedersen    | Thomas Gachignard  | Florian Lipowitz   | INEOS Grenadiers          | Rémi Cavagna     |
| 7           | Michael Storer            | Matteo Jorgenson    | Mads Pedersen    | Thomas Gachignard  | Florian Lipowitz   | INEOS Grenadiers          | Michael Storer   |
| 8           | Magnus Sheffield          | Matteo Jorgenson    | Mads Pedersen    | Thomas Gachignard  | Florian Lipowitz   | INEOS Grenadiers          | niet uitgereikt  |
| Einduitslag | Einduitslag               | Matteo Jorgenson    | Mads Pedersen    | Thomas Gachignard  | Florian Lipowitz   | INEOS Grenadiers          | Mads Pedersen    |

## Eindklassementen
| Plaats    | Naam                   | Ploeg                           | Tijd      |
| --------- | ---------------------- | ------------------------------- | --------- |
| Gele trui | Matteo Jorgenson       | Team Visma\|Lease a Bike        | 26u26'42" |
| 2         | Florian Lipowitz       | Red Bull-BORA-hansgrohe         | + 1'15"   |
| 3         | Thymen Arensman        | INEOS Grenadiers                | + 1'58"   |
| 4         | Magnus Sheffield       | INEOS Grenadiers                | + 2'17"   |
| 5         | Michael Storer         | Tudor Pro Cycling Team          | + 3'03"   |
| 6         | João Almeida           | UAE Team Emirates-XRG           | + 3'57"   |
| 7         | Clément Champoussin    | XDS Astana Team                 | + 4'00"   |
| 8         | Harold Tejada          | XDS Astana Team                 | + 4'53"   |
| 9         | Tobias Foss            | INEOS Grenadiers                | + 4'59"   |
| 10        | Ilan Van Wilder        | Soudal Quick-Step               | + 5'26"   |
| 11        | Pablo Castrillo        | Movistar Team                   | + 5'45"   |
| 12        | Aurélien Paret-Peintre | Decathlon AG2R La Mondiale Team | + 6'07"   |
| 13        | Guillaume Martin       | Groupama-FDJ                    | + 6'43"   |
| 14        | Ben O'Connor           | Team Jayco AlUla                | + 8'51"   |
| 15        | William Barta          | Movistar Team                   | + 9'53"   |
| 16        | Raúl García Pierna     | Arkéa-B&B Hotels                | + 10'07"  |
| 17        | Maximilian Schachmann  | Soudal Quick-Step               | + 10'55"  |
| 18        | Felix Gall             | Decathlon AG2R La Mondiale Team | + 12'06"  |
| 19        | Kobe Goossens          | Intermarché-Wanty               | + 12'46"  |
| 20        | Georg Zimmermann       | Intermarché-Wanty               | + 13'51"  |

| Ploegenklassement |                                 |          |
| Plaats            | Ploeg                           | Tijd     |
|                   | INEOS Grenadiers                | 79u29'4" |
| 2                 | Movistar Team                   | + 15'32" |
| 3                 | Red Bull-BORA-hansgrohe         | + 24'30" |
| 4                 | XDS Astana Team                 | + 25'20" |
| 5                 | Decathlon AG2R La Mondiale Team | + 25'51" |
|                   |                                 |          |
| 9                 | Team Visma\|Lease a Bike        | + 45'50" |
| 11                | Soudal Quick-Step               | + 54'26" |

| Plaats      | Naam             | Ploeg                    | Punten |
| ----------- | ---------------- | ------------------------ | ------ |
| Groene trui | Mads Pedersen    | Lidl-Trek                | 62     |
| 2           | Matteo Jorgenson | Team Visma\|Lease a Bike | 57     |
| 3           | Magnus Sheffield | INEOS Grenadiers         | 41     |
| 4           | Axel Zingle      | Team Visma\|Lease a Bike | 36     |
| 5           | Michael Storer   | Tudor Pro Cycling Team   | 33     |
|             |                  |                          |        |
| 8           | Timo Kielich     | Alpecin-Deceuninck       | 26     |
| 15          | Mick van Dijke   | Red Bull-BORA-hansgrohe  | 18     |

| Plaats        | Naam               | Ploeg                  | Punten |
| ------------- | ------------------ | ---------------------- | ------ |
| Bolletjestrui | Thomas Gachignard  | Team TotalEnergies     | 21     |
| 2             | Michael Storer     | Tudor Pro Cycling Team | 20     |
| 3             | João Almeida       | UAE Team Emirates-XRG  | 20     |
| 4             | Alexandre Delettre | Team TotalEnergies     | 17     |
| 5             | Lenny Martinez     | Bahrain Victorious     | 14     |
|               |                    |                        |        |
| 19            | Thymen Arensman    | INEOS Grenadiers       | 6      |
| 24            | Kobe Goossens      | Intermarché-Wanty      | 3      |

| Plaats     | Naam               | Ploeg                   | Tijd      |
| ---------- | ------------------ | ----------------------- | --------- |
| Witte trui | Florian Lipowitz   | Red Bull-BORA-hansgrohe | 26u27'57" |
| 2          | Magnus Sheffield   | INEOS Grenadiers        | + 1'02"   |
| 3          | Ilan Van Wilder    | Soudal Quick-Step       | + 4'11"   |
| 4          | Pablo Castrillo    | Movistar Team           | + 4'30"   |
| 5          | Raúl García Pierna | Arkéa-B&B Hotels        | + 8'52"   |
|            |                    |                         |           |
| 21         | Tibor del Grosso   | Alpecin-Deceuninck      | + 54'15"  |

1933 · 1934 · 1935 · 1936 · 1937 · 1938 · 1939 · 1940-1945 · 1946 · 1947-1950 · 1951 · 1952 · 1953 · 1954 · 1955 · 1956 · 1957 · 1958 · 1959 · 1960 · 1961 · 1962 · 1963 · 1964 · 1965 · 1966 · 1967 · 1968 · 1969 · 1970 · 1971 · 1972 · 1973 · 1974 · 1975 · 1976 · 1977 · 1978 · 1979 · 1980 · 1981 · 1982 · 1983 · 1984 · 1985 · 1986 · 1987 · 1988 · 1989 · 1990 · 1991 · 1992 · 1993 · 1994 · 1995 · 1996 · 1997 · 1998 · 1999 · 2000 · 2001 · 2002 · 2003 · 2004 · 2005 · 2006 · 2007 · 2008 · 2009 · 2010 · 2011 · 2012 · 2013 · 2014 · 2015 · 2016 · 2017 · 2018 · 2019 · 2020 · 2021 · 2022 · 2023 · 2024 · 2025
Tour Down Under ·
Great Ocean Road Race ·
Ronde van de Verenigde Arabische Emiraten ·
Omloop Het Nieuwsblad ·
Strade Bianche ·
Parijs-Nice · 
Tirreno-Adriatico · 
Milaan-San Remo ·
Ronde van Catalonië ·
Classic Brugge-De Panne ·
E3 Saxo Classic ·
Gent-Wevelgem ·
Dwars door Vlaanderen ·
Ronde van Vlaanderen ·
Ronde van het Baskenland ·
Parijs-Roubaix ·
Amstel Gold Race ·
Waalse Pijl ·
Luik-Bastenaken-Luik ·
Ronde van Romandië ·
Eschborn-Frankfurt ·
Ronde van Italië ·
Critérium du Dauphiné ·
Ronde van Zwitserland ·
Copenhagen Sprint · 
Ronde van Frankrijk ·
Clásica San Sebastián ·
Ronde van Polen ·
BEMER Cyclassics ·
Renewi Tour ·
Ronde van Spanje ·
Bretagne Classic ·
GP van Quebec ·
GP van Montreal ·
Ronde van Lombardije ·
Ronde van Guangxi